# 2024 في ليبيا
تحتوي هذه المقالة على أهم الأحداث التي شهدتها ليبيا في 2024، إضافة إلى أهم الشخصيات الليبية المولودة والمتوفية في هذه السنة.